# Boeing 747
Boeing 747 (často přezdíván Jumbo Jet, nebo také Queen of the sky) je dálkový širokotrupý čtyřmotorový proudový dopravní a nákladní letoun. Byl prvním vyráběným širokotrupým letadlem a jeho výrazné druhé patro v přední části jej učinilo jedním z nejznámějších letadel. Vyvinut byl společností Boeing ve Spojených státech a původně měl mít o 150 procent větší kapacitu než velký komerční letoun šedesátých let – Boeing 707. Do služby vstoupil v roce 1970 a po dobu 37 let držel rekord kapacity cestujících.
Část délky letounu zaujímá dvoupodlažní konfigurace. K dispozici je v osobních, nákladních a dalších verzích. Boeing horní palubu navrhl jako vyvýšeninu, aby sloužila jako salónek pro první třídu, případně další místa, a aby bylo letoun možné snadno přestavět na nákladní odstraněním sedadel a instalací předních nákladních dveří. Boeing očekával příchod nadzvukových letounů, jejichž vývoj byl ohlášen na začátku 60. let 20. století, a tedy zastarání typu 747 a dalších podzvukových dopravních letadel, zatímco poptávka po podzvukových letadlech do budoucna zůstávala silná. Ačkoli se očekávalo, že se 747 stane zastaralým po prodeji 400 kusů, dosáhla výroba v roce 1993 počtu 1 000 letounů. Do června 2019 bylo vyrobeno 1 554 letadel, přičemž 20 strojů varianty 747–8 bylo objednaných. Do ledna 2017 bylo během nehod, při kterých zahynulo celkem 3 722 lidí, ztraceno 60 letounů.
Boeing 747-400 je nejobvyklejší variantou ve službě. Disponuje vysokou podzvukovou cestovní rychlostí 0,85–0,855 Machu (až 570 mph nebo 920 km/h) a mezikontinentálním doletem 13 450 km (7 260 námořních mil). 747-400 může přepravit 416 cestujících v typickém uspořádání o třech třídách, 524 cestujících ve dvou třídách nebo 660 cestujících v jedné třídě s vysokou hustotou míst. Nejnovější varianta 747-8 získala certifikaci v roce 2011. Dodávky nákladní verze 747-8F byly zahájeny v říjnu 2011 a verze pro cestující 747-8I začaly v květnu 2012. Poslední vyrobený kus opustil produkční linku 6. prosince 2022.
Operace Šalamoun ustavila dne 24. května 1991 světový rekord přepravy cestujících jedním letem, když Boeing 747 společnosti El Al převezl 1 122 cestujících do Izraele (bylo registrováno 1 087 cestujících, ale matky ukryly desítky dětí ve svých volných šatech).

## Vývoj

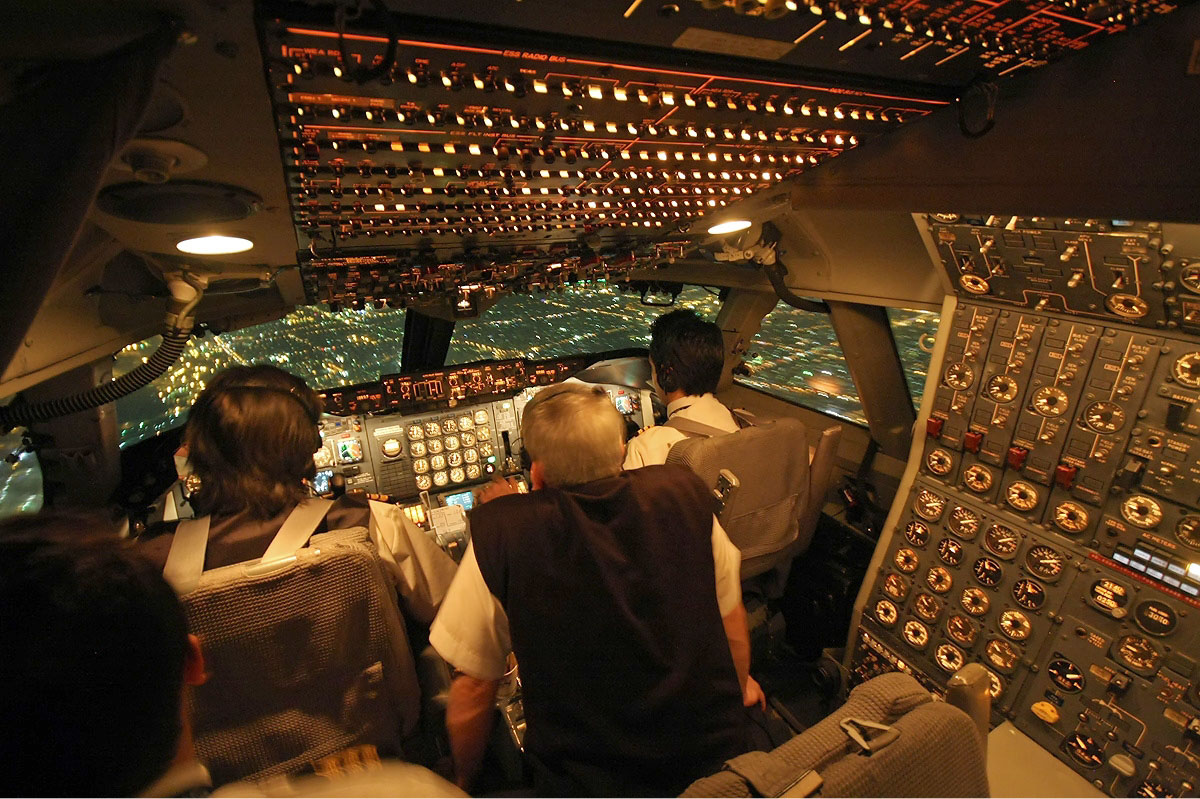
Kokpit Boeingu 747-200 společnosti Iran Air

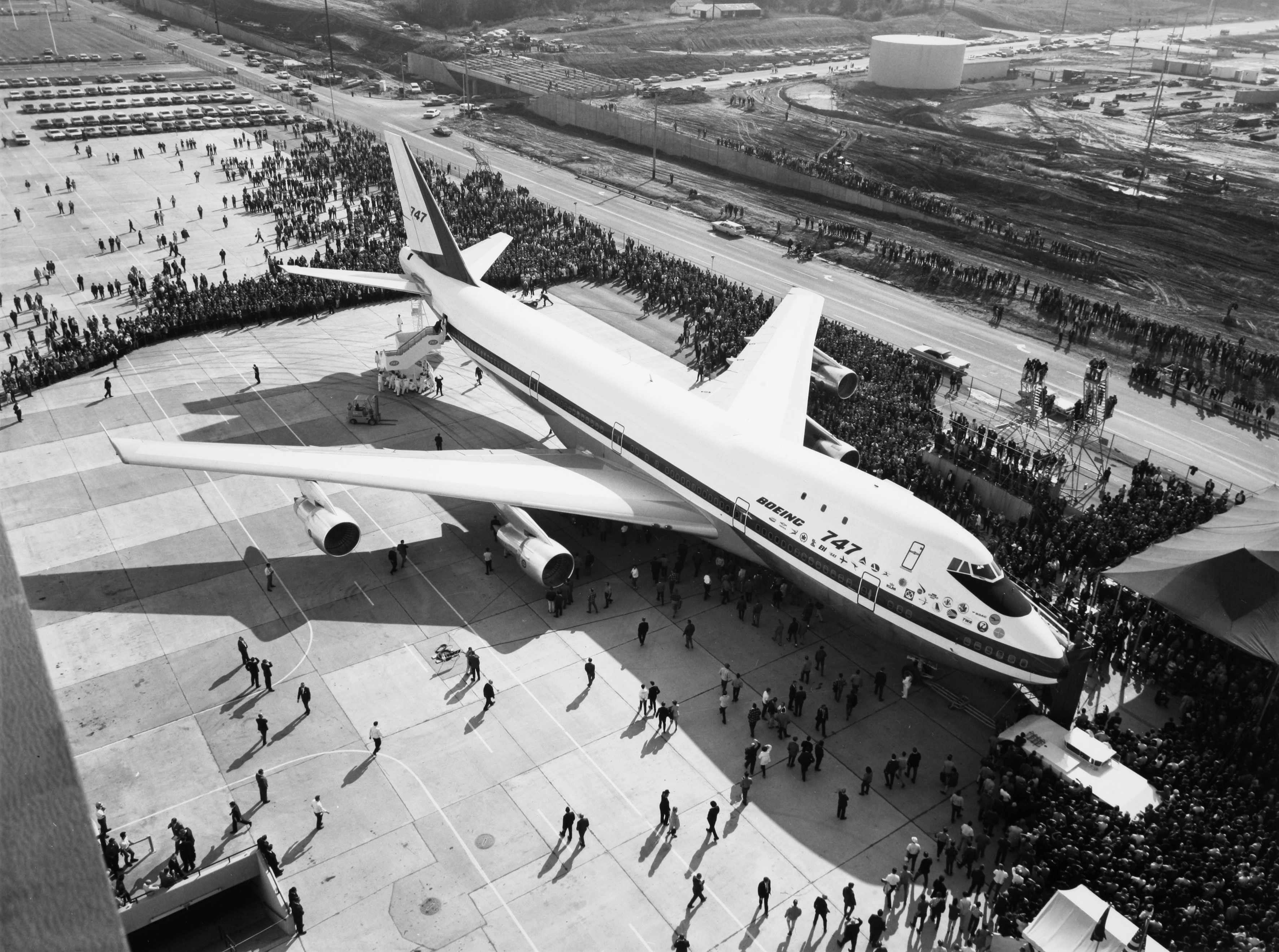
Veřejnosti byl prototyp poprvé představen 30. září 1968

Jumbo Jet zahájil civilní provoz na lince New York–Londýn 21. ledna 1970 se společností Pan Am. V roce 2010 se konal první let nejnovější verze Boeingu 747, Boeing 747-8.
První čistě vojenská varianta E-4A/B je používána jako létající velitelské stanoviště pro amerického prezidenta a generalitu v případě atomové války. Zálet E-4A (výr. č. 20682/202) odvozeného z typu B747-200B proběhl 13. června 1973 a 16. července již letoun převzala jednotka 1.ACCS, 55.SRW na základně Offutt v Nebrasce. Druhý exemplář E-4A (výr. č. 20683/204) poháněla stejná čtveřice motorů Pratt & Whitney JT9D-7W, která stroj 11. září 1973 poprvé vynesla do vzduchu. Třetí letoun E-4A (výr. č. 20684/232) zalétaný 6. června 1974 měl instalované pohonné jednotky General Electric GE CF6-50-E2. Po převzetí USAF byly všechny tři dosud nevybavené stroje postupně předány do dílen společnosti E-Systems, kde v průběhu roku 1974 proběhla instalace avioniky. Požadavek na standardizaci pohonných jednotek následně vedl k náhradě motorů JT9D prvních dvou letounů za výkonnější F103-GE-100.
První plně vybavený Boeing E-4A byl předán na marylandské základně Andrews AFB v prosinci 1974, druhý a třetí stroj převzalo velitelství NEACP počátkem následujícího roku. Čtvrtý vyrobený stroj byl vybaven třinácti komunikačními systémy se 46 anténami a zesíleným palubním elektrickým systémem. Jeho označení bylo změněno na E-4B (výr. č. 20949/257) a první let vykonal 29. dubna 1975. Po prověření operačních schopností E-4B podepsalo velitelství USAF v červnu 1980 kontrakt na modifikaci tří předchozích E-4A na standard E-4B. Letouny byly postupně dohotoveny v období let 1983 až 1985.

### 747SP

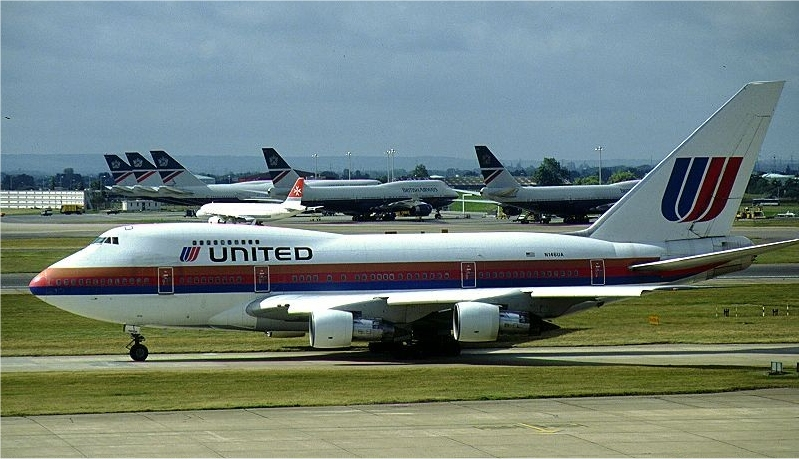
V pozdějších letech se dalším uživatelem Boeingu 747SP stal dopravce United Airlines.

Dne 3. září 1973 byl společností Boeing oficiálně oznámen přímý vývoj letounu Boeing 747SP, který měl konkurovat dálkovým třímotorovým proudovým strojům McDonnell Douglas DC-10-30. Výroba prvního letounu s kapacitou 321 pasažérů byla zahájena v dubnu 1974 a skončila 19. května 1975 roll-outem v Everetu. Verze SP, určená pro velmi dlouhé tratě, měla v porovnání se základní 747 zkrácený trup o 14,3 m. Maximální povolená přistávací hmotnost tím byla snížena o 50 tun, a tak bylo možné instalovat na odtokovou hranu křídla místo složitých tříštěrbinových vztlakových klapek jednoduché klapky. Pro pohon byla vybrána čtveřice dvouproudových dvourotorových motorů Pratt & Whitney JT9D-7A nebo -7F o tahu 209 kN nebo 213 kN.
První let se uskutečnil 4. července 1975 a certifikace k provozu byla udělena od 4. února 1976. V rámci letových zkoušek Boeingu 747-100SP bylo provedení přistání a vzletu z nejvýše položeného letiště na světě v bolivijském La Paz. V rámci testů byl rovněž proveden let bez mezipřistání Mexico City-Bělehrad v bývalé Jugoslávii o délce 11 600 km. Na pravidelné linky byla nová verze 747 nasazena v dubnu 1976, všech 12 objednaných strojů pak bylo dodáno do července. Prvním odběratelem se stala dopravní společnost Pan Am, která své stroje nasadila na linkách New York a Los Angeles-Tokio bez mezipřistání. Druhý dodaný stroj z celkem pěti dopravci Pan Am, pojmenovaný „Clipper Liberty Bell“, byl využit k propagační akci obletu světa pouze s dvěma mezipřistáními. Z letiště JFK stroj se 130 cestujícími odstartoval 1. května 1976 do Dillí přes Tokio zpět do New Yorku, kde Clipper Liberty Bell přistál 3. května. Čistá doba letu činila 39 hodin 25 minut 53 sekundy, za řízením se střídali kapitán Walter H. Mullikin, další dva piloti Albert A. Frink a Lyman G. Watt, palubními inženýry byli Frank Cassanti a Edward Schields. Výkony tohoto etapového letu se dostaly také do oficiálních tabulek FAI.
Druhým zákazníkem 747SP se stal dopravce South African Airways, který své letouny nasadil na linku Johannesburg-Londýn. Letecká společnost Iran Air 747SP používala na lince Teherán-New York, Syrian Air pak 747SP využívala na trati Damašek-Londýn.

## Varianty

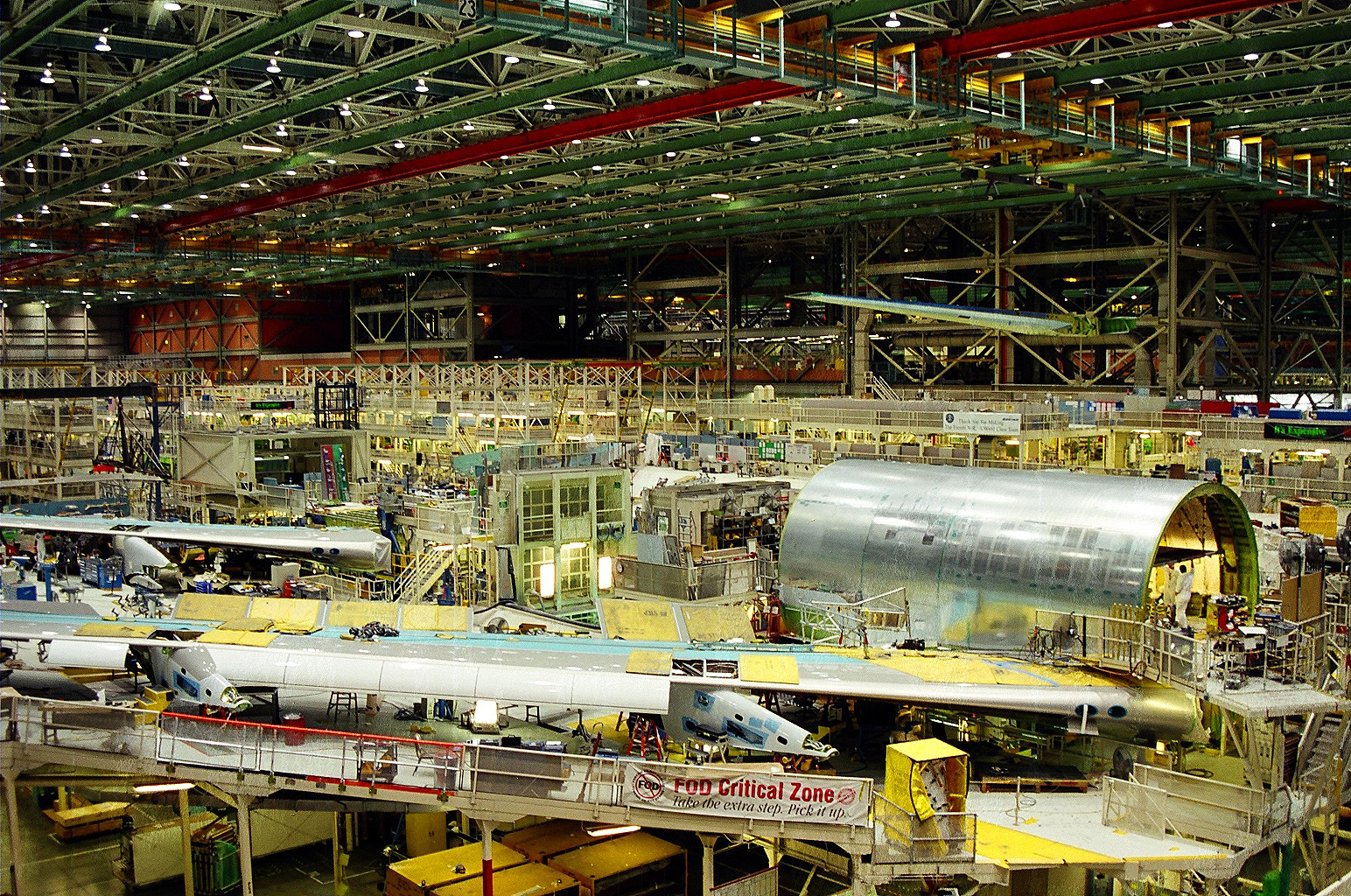
Konečná montáž Boeingu 747 v Boeing Everett Factory

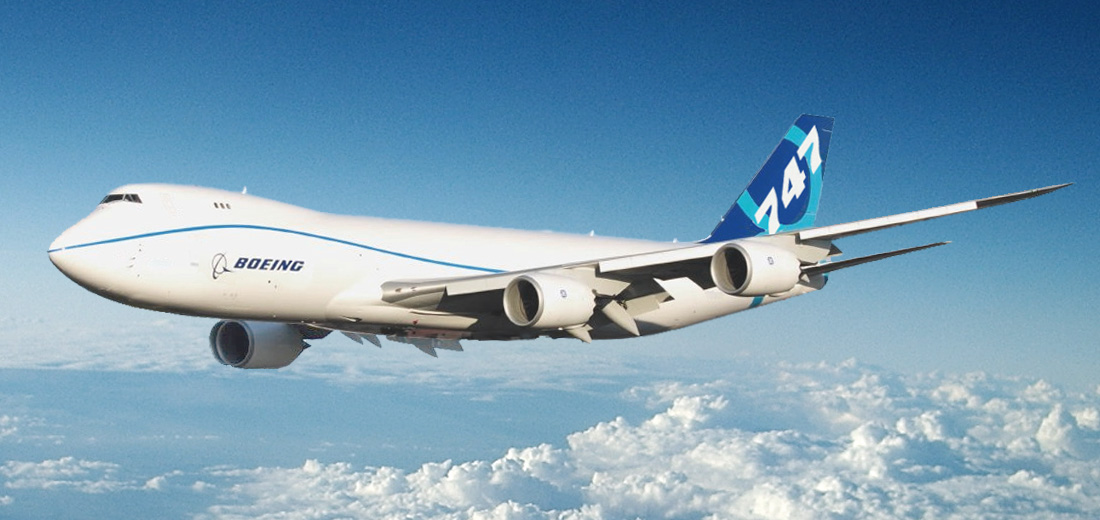
Nejnovější verze Boeingu 747, Boeing 747-8F

### 747-100
- 747-100B
- 747-100SR
- 747-100SP
- 747-100SF (KC-747) jsou určeny pro tankování za letu, létají pro Iran Air Force

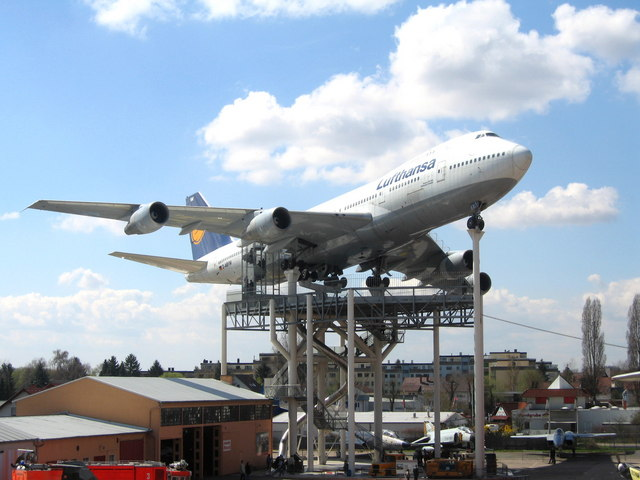
Boeing 747-200 v Technickém muzeu ve Špýru. Letadlo bylo darováno společností Lufthansa.

### 747-200
- 747-200B první vzlet v říjnu 1970, motory Pratt and Whitney JT9D-7W o vzletovém tahu po 213 kN
- 747-200C
- 747-200M
- 747-200F

### 747-300
- 747-300M
- 747-300SR

### 747-400
- 747-400F
- 747-400M
- 747-400D
- 747-400ER První vzlet 31. července 2002 z továrního letiště Paine Field v Everettu. Za řízením stroje (výr. č. 32909, N747ER) byli vedoucí zkušební piloti Boeingu pro program B747 Joe MacDonald a Mark Fuerstein, kteří letoun přelétli na letiště Boeing Field v Seattlu. Po testech a certifikaci byl předán australské dopravní společnosti Qantas (VH-OEE).

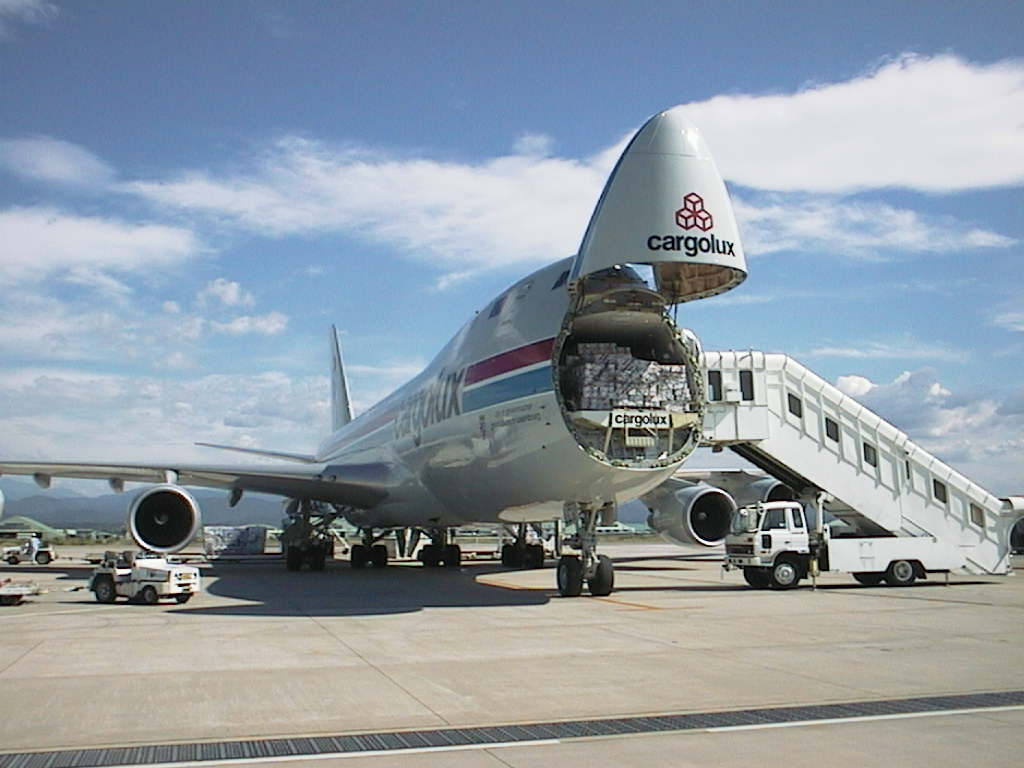
Nákladní Boeing 747-400F společnosti Cargolux

- 747-400ERF
- 747-400BCF
- Boeing 747 Dreamlifter

### 747-8
Boeing 747-8 je nejnovější verze Boeingu 747, oficiálně byla představena v roce 2005 a její první let se konal v roce 2010. Největšími novinkami bylo prodloužení, větší kapacita a o 32 % úspornější provoz oproti Boeingu 747-400. Do listopadu 2016 dostala společnost 124 dodávek, přičemž již bylo 109 strojů bylo dodáno.

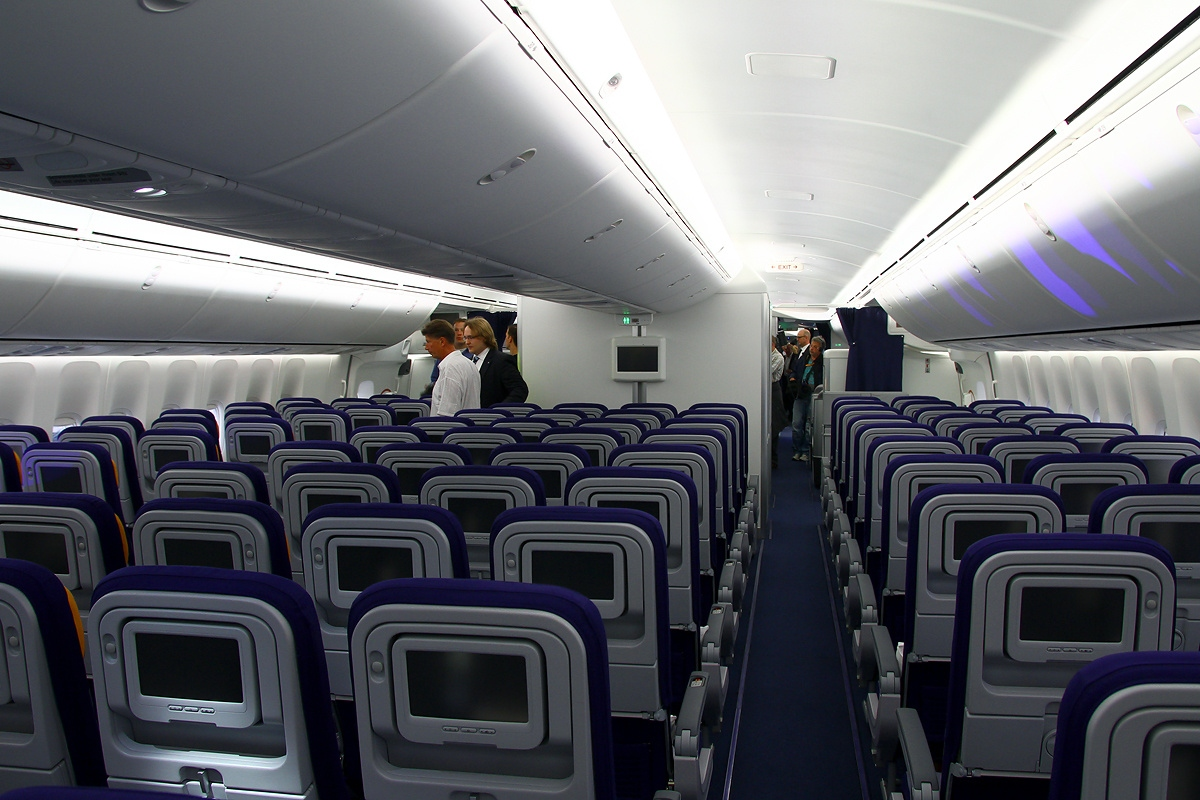
Ekonomická třída v letadle Boeing 747-8 společnosti Lufthansa

- 747-8I
- 747-8F

### Boeing VC-25A (Air Force One)
Letadlo VC-25A je schopno uletět 12 600 km (7 800 mil), což je délka jedné třetiny obvodu Země, bez doplnění paliva (na stránkách Bílého domu se však uvádí, že letadlo dokáže obletět až jednu polovinu obvodu Země). Letadlo je možné tankovat za letu. Může pojmout víc než 70 pasažérů. Každý z těchto letounů stál přibližně 325 milionů USD. V roce 2015 bylo rozhodnuto o náhradě strojů novějšími letouny, založenými na modernější verzi Boeing 747-8. Vyrobeny byly 2 kusy.

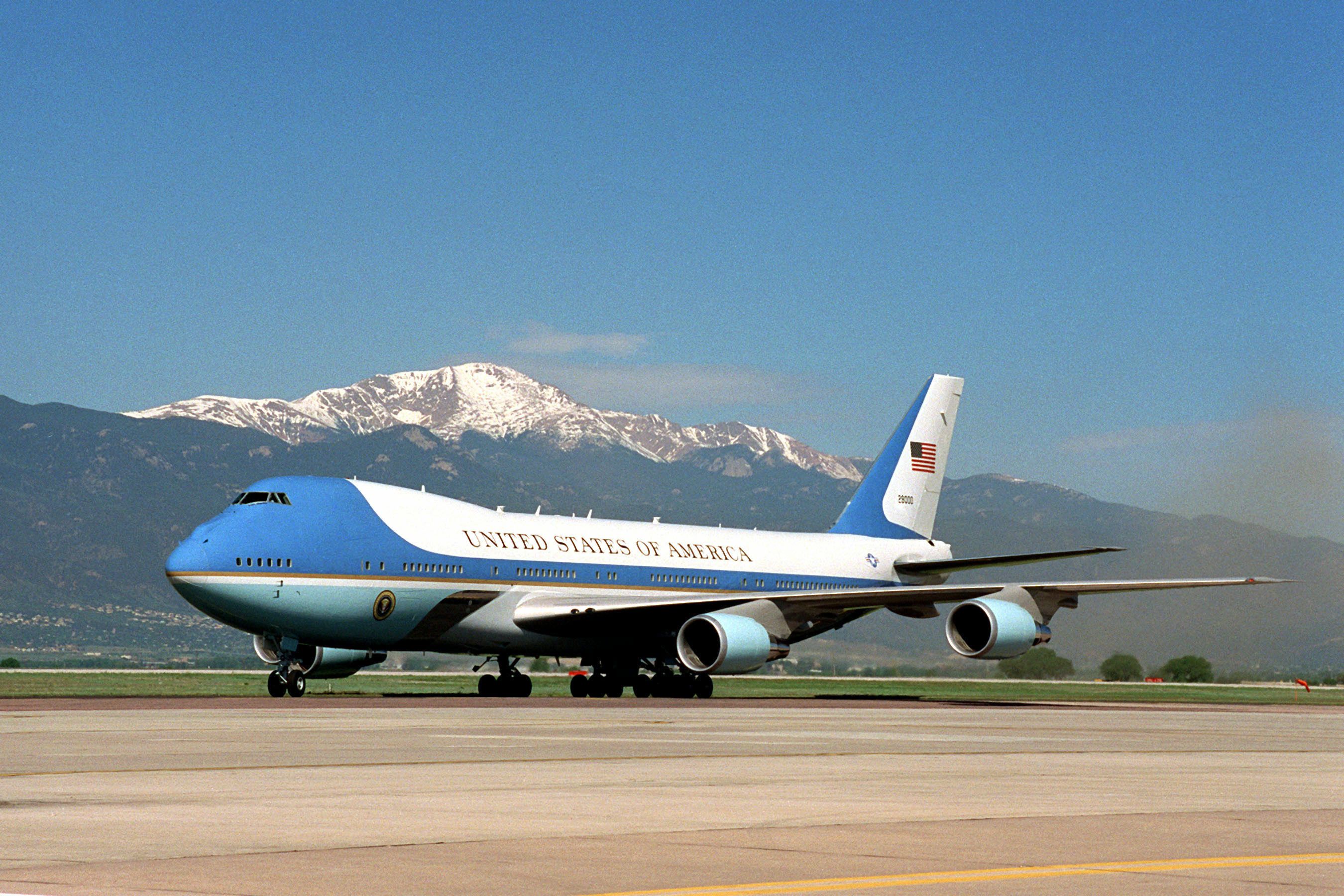
Boeing 747 vojenské verze VC-25A využívá americký prezident pod názvem „Air Force One"

## Uživatelé

### Současní
Seznam největších současných uživatelů v listopadu 2016, kteří vlastní více než 10 strojů. Celkově bylo v červenci 2016 v provozu 515 letounů tohoto typu:
- AirBridgeCargo – 17
- All Nippon Airways – 13
- Asiana Airlines – 14
- Atlas Air – 25
- Cargolux – 24
- Cathay Pacific – 23

- China Airlines – 26
- Delta Airlines – 15
- EVA Air – 10
- Polar Air Cargo – 12

- Kalitta Air – 15
- Korean Air – 37

- KLM – 20
- Lufthansa – 32

- Qantas – 13

- United Airlines – 21

- Saudia – 17

- Thai Airways – 10

- Singapore Airlines – 16

- UPS – 13

## Specifikace
| Údaj                                      | 747-100                                       | 747-200B                                                             | 747-300                                                              | 747-400 747-400ER                                                                                          | 747-8I                                   |
| ----------------------------------------- | --------------------------------------------- | -------------------------------------------------------------------- | -------------------------------------------------------------------- | --- | ---------------------------------------- |
| Posádka letadla                           | tři členové                                   | tři členové                                                          | tři členové                                                          | dva členové                                                                                                | dva členové                              |
| Počet míst k sezení typicky               | 452 (2 třídy) 366 (3 třídy)                   | 452 (2 třídy) 366 (3 třídy)                                          | 496 (2 třídy) 412 (3 třídy)                                          | 524 (2 třídy) 416 (3 třídy)                                                                                | 467 (3 třídy)                            |
| Délka                                     | 70.6 m                                        | 70.6 m                                                               | 70.6 m                                                               | 70.6 m | 76.4 m                                   |
| Rozpětí křídel                            | 59.6 m                                        | 59.6 m                                                               | 59.6 m                                                               | 64.4 m | 68.5 m                                   |
| Výška ocasní části                        | 19.3 m                                        | 19.3 m                                                               | 19.3 m                                                               | 19.4 m | 19.4 m                                   |
| Hmotnost                                  | 162,400 kg                                    | 174,000 kg                                                           | 178,100 kg                                                           | 178,756 kg ER: 184,600 kg                                                                                  | 214,503 kg                               |
| Maximální vzletová hmotnost               | 333,390 kg                                    | 377,842 kg                                                           | 377,842 kg                                                           | 396,890 kg ER: 412,775 kg                                                                                  | 442,253 kg                               |
| Cestovní rychlost (ve výšce cca 11 000 m) | Mach 0.84 (555 mph, 893 km/h, 481 uzlů)       | Mach 0.84 (555 mph, 893 km/h, 481 uzlů)                              | Mach 0.84 (555 mph, 893 km/h, 481 uzlů)                              | Mach 0.85 (567 mph, 913 km/h, 493 uzlů) ER: Mach 0.855 (570 mph, 918 km/h, 495 uzlů)                       | Mach 0.855 (570 mph, 918 km/h, 495 uzlů) |
| Maximální rychlost                        | Mach 0.89 (594 mph, 955 km/h, 516 uzlů)       | Mach 0.89 (594 mph, 955 km/h, 516 uzlů)                              | Mach 0.89 (594 mph, 955 km/h, 516 uzlů)                              | Mach 0.92 (614 mph, 988 km/h, 533 uzlů)                                                                    |                                          |
| Vyžadovaná délka RWY při max. zatížení    | 3,190 m                                       | 3,190 m                                                              | 3,320 m                                                              | 3,018 m ER: 3,090 m                                                                                        | 3,090 m                                  |
| Dolet při max. zatížení                   | 9,800 km                                      | 12,700 km                                                            | 12,400 km                                                            | 13,450 km ER: 14,205 km                                                                                    | 14,815 km                                |
| Max. kapacita paliva                      | 183,380 l                                     | 199,158 l                                                            | 199,158 l                                                            | 216,840 l ER: 241,140 l                                                                                    | 243,120 l                                |
| Modely motoru (x 4)                       | PW JT9D-7A RR RB211-524B2                     | PW JT9D-7R4G2 GE CF6-50E2 RR RB211-524D4                             | PW JT9D-7R4G2 GE CF6-80C2B1 RR RB211-524D4                           | PW 4062 GE CF6-80C2B5F RR RB211-524G/H ER: GE CF6-80C2B5F                                                  | GEnx-2B67                                |
| Tah motoru (1 motor)                      | PW 46,500 lbf (207 kN) RR 50,100 lbf (223 kN) | PW 54,750 lbf (244 kN) GE 52,500 lbf (234 kN) RR 53,000 lbf (236 kN) | PW 54,750 lbf (244 kN) GE 55,640 lbf (247 kN) RR 53,000 lbf (236 kN) | PW 63,300 lbf (282 kN) GE 62,100 lbf (276 kN) RR 59,500/60,600 lbf (265/270 kN) ER: GE 62,100 lbf (276 kN) | 66,500 lbf (296 kN)                      |

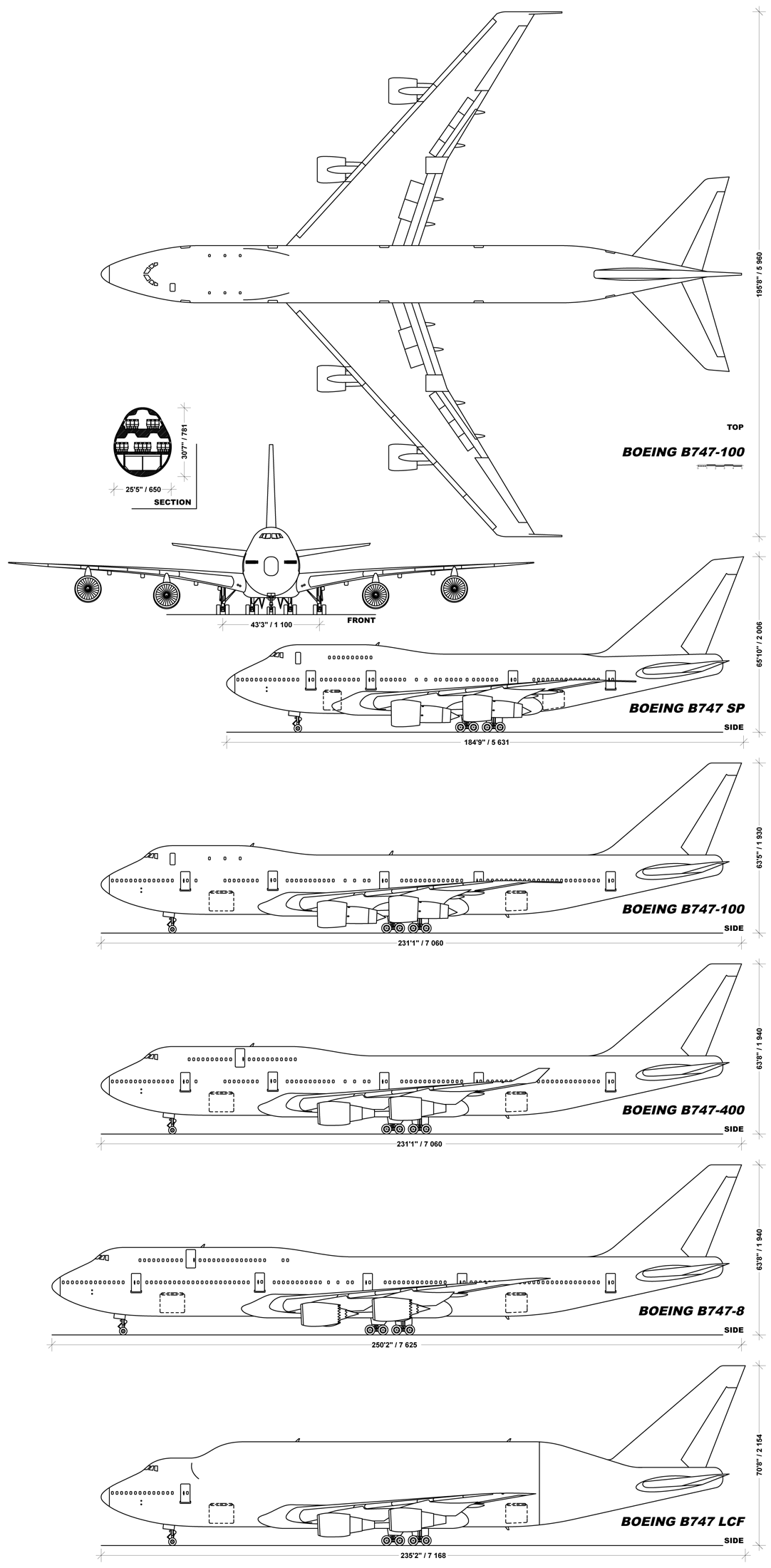
Diagramy variant Boeingu 747.
Od shora: 747-100 (hřbetní pohled, průřez a pohled zepředu). Ze strany, sestupně: 747SP, 747-100, 747-400, 747-8I s 747LCF.

Zdroje: Boeing 747 specifications, 747 airport planning report, 747-8 airport brochure